# Bảo tàng Địa chất của Viện Địa chất Quốc gia–Viện Nghiên cứu Quốc gia Ba Lan
Bảo tàng Địa chất của Viện Địa chất  Quốc gia–Viện Nghiên cứu Quốc gia Ba Lan (tiếng Ba Lan: Muzeum Geologiczne Państwowego Instytutu Geologicznego–Państwowego Instytutu Badawczego) là bảo tàng nằm trong tòa nhà của Viện Địa chất Ba Lan, tọa lạc tại số 4 phố Rakowiecka, thủ đô Warszawa.

## Lịch sử

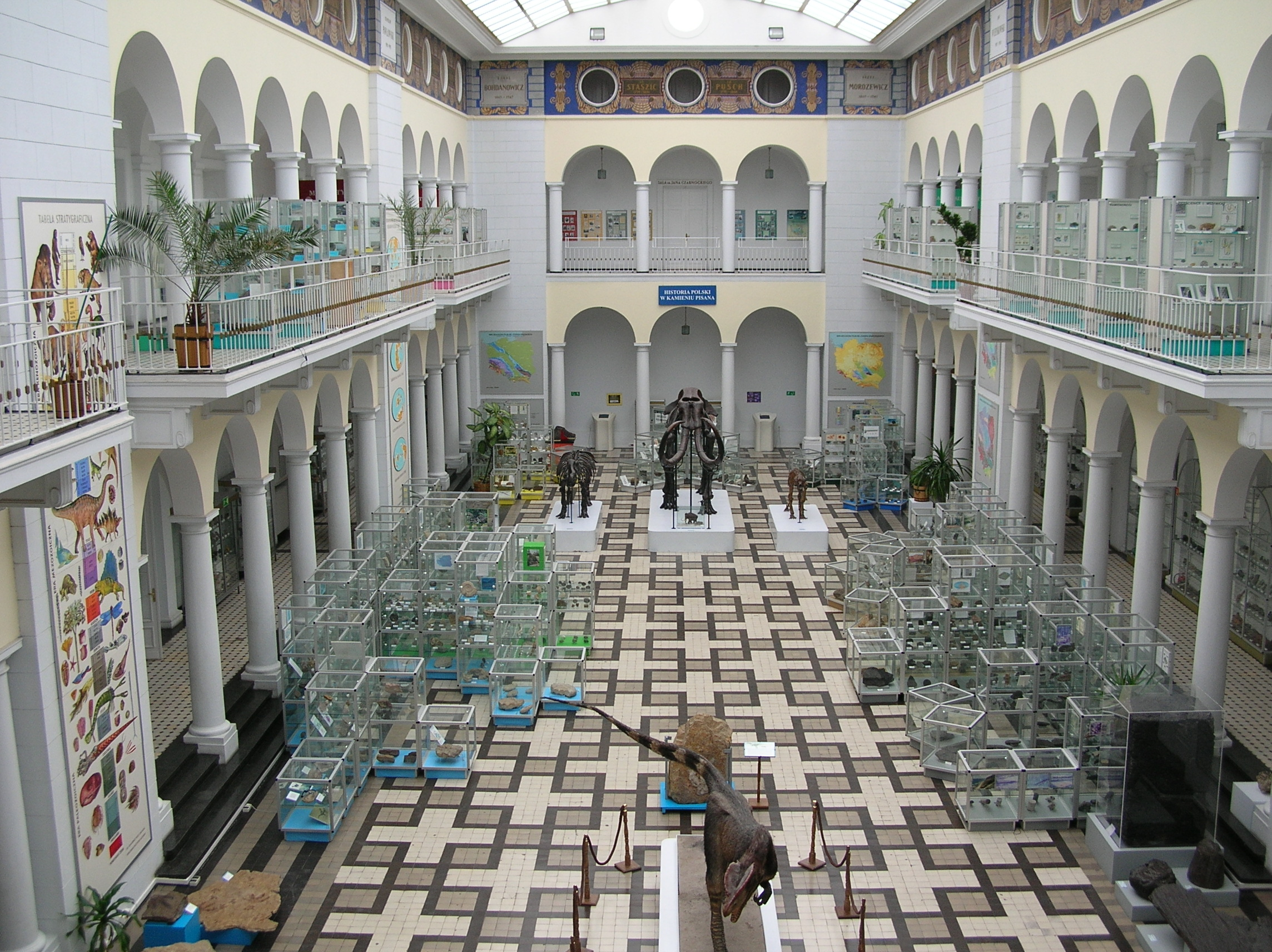
Phòng triển lãm chính

Bảo tàng thành lập vào năm 1919, trong khuôn viên tòa nhà lịch sử được xây dựng từ năm 1925 đến năm 1930 do kiến trúc sư Marian Lalewicz thiết kế.

## Triển lãm
Bảo tàng hiện nay có 8 triển lãm chuyên đề thường trực:
- Vấn đề của Trái Đất
- Lịch sử của Ba Lan khắc họa bằng đá
- Tài nguyên Khoáng sản Ba Lan
- Thế giới Đá
- Mắc ma
- Sự kết tinh và hình thành đá trầm tích
- Biến chất
- Viện Địa chất Ba Lan 1919–1999

Ngoài ra, bảo tàng trưng bày bộ xương lắp ráp của voi ma mút lông xoăn (Mammuthus primigenius Blumenbach) và tê giác lông mượt (Coelodonta antiquitatis Blumenbach) từ Thượng Śląsk, gấu hang châu Âu (Ursus spelaeus Rosenmüller). Ngoài ra bảo tàng còn có mô hình khủng long Dilophosaurus (Dilophosaurus wetherilli).
Bảo tàng trưng bày các dấu vết khủng long được tìm thấy gần Dãy núi Świętokrzyskie.
Tổng cộng có khoảng 4,5 nghìn người đã tham quan triển lãm.

## Bộ sưu tập ảnh chụp bảo tàng

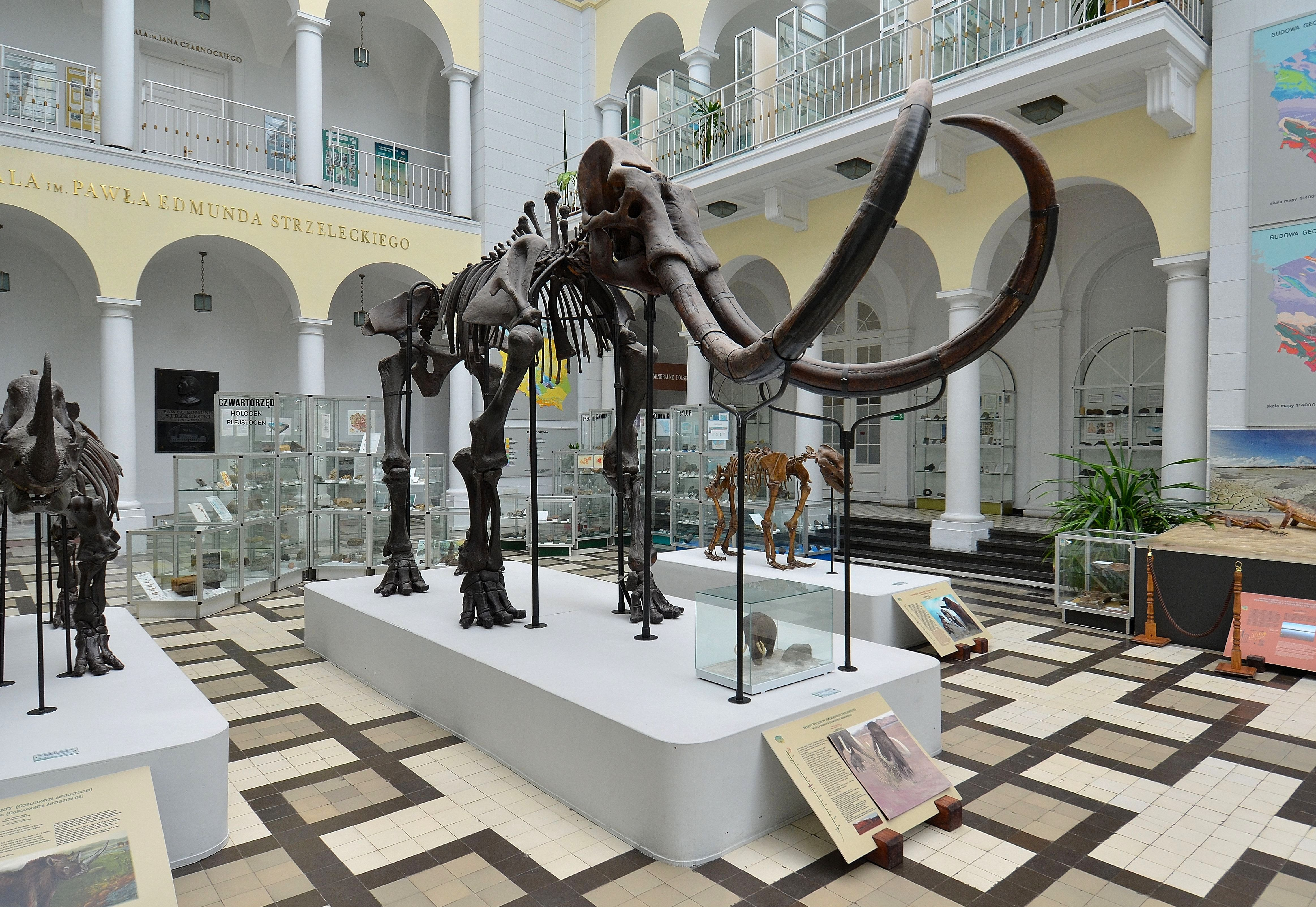
Voi ma mút lông xoăn (Mammuthus primigenius Blumenbach)
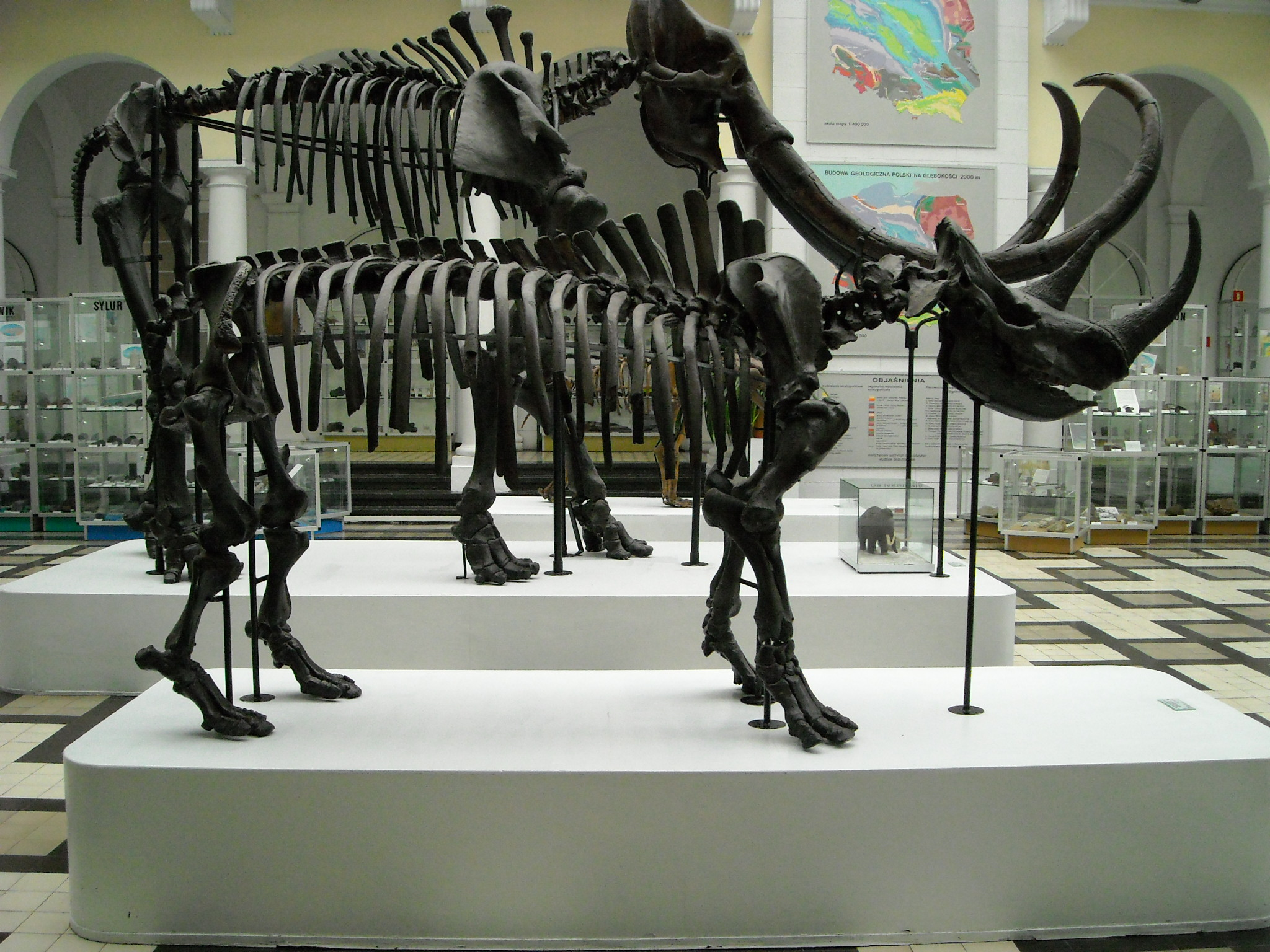
Tê giác lông mượt (Coelodonta antiquitatis Blumenbach) từ Thượng Śląsk.
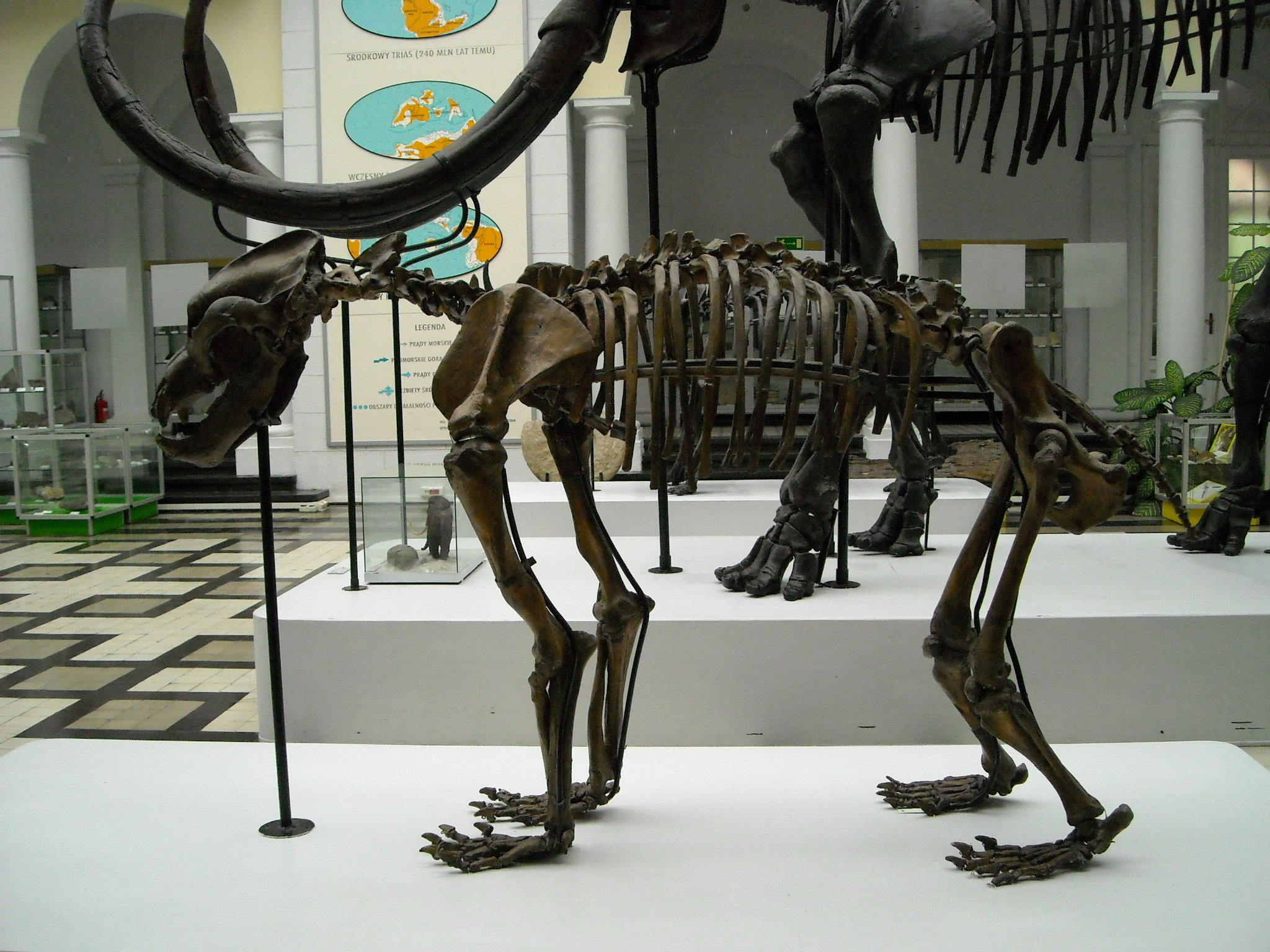
Gấu hang châu Âu (Ursus spelaeus Rosenmüller)
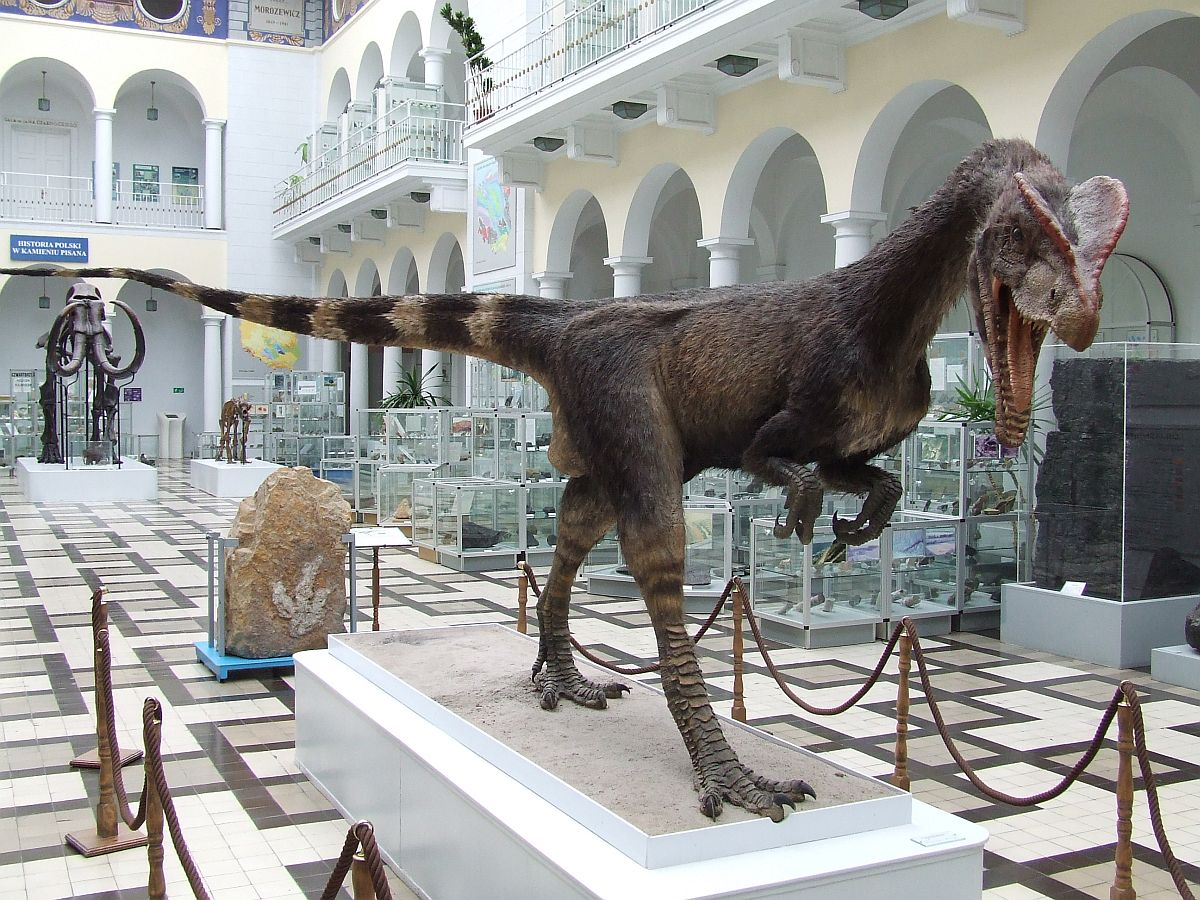
Mô hình khủng long Dilophosaurus (Dilophosaurus wetherilli)